# 次世代型作家のリアル・フィクション
『次世代型作家のリアル・フィクション』（じせだいがたさっかのリアル・フィクション）は、2003年5月から2008年初めにかけて展開された、早川書房・ハヤカワ文庫JAの文庫内レーベル。

## 概要
「次世代型作家のリアル・フィクション」開始の前年、2002年に刊行が始まった早川書房のSF叢書「ハヤカワSFシリーズ Jコレクション」は、日本SFのいわば第4世代の作家を起用するためのレーベルであった。
対して「次世代型作家のリアル・フィクション」の意図は、それに対しいわば第5世代のより若い作家を積極的に起用し、この2世代に同時に脚光を当てることにより、SFシーンを活性化させていこうとするものである。また、読者層の面でも、やや値段の高いJコレクションとは別に、比較的値段が手ごろな文庫で若い読者向けの展開をしていく狙いがあった。
「リアル・フィクション」というジャンル名は当時のS-Fマガジン編集長・塩澤快浩が名付けたもので、「二十代作家にとって、現実とフィクションは感覚的に等価であるような気がします。現実の虚構化という意味ではなく、フィクションの側こそが真摯に対峙せざるをえない現実になっているかのような……」という塩澤の問題意識に基づく。しかし、その意味はやはり曖昧で、「リアル・フィクション」の定義を巡るトークセッションが行われたこともある（下記参照）。
執筆者の面から見ると、主に1970年代生まれの若手作家が執筆している以外に、美少女ゲームのシナリオライターやライトノベル作家の登用に特色があったが、2023年の『S-Fマガジン』に掲載された、20年目の総括「リアル・フィクションとは何か」では、SFに出自のある作家が少なかったことが、ムーブメントが定着しなかった原因だと指摘されている。
2010年に刊行された「ゼロ年代SF傑作選」は漫画家の西島大介以外の執筆陣が全員、ライトノベル作家という構成になっており、解説でもリアル・フィクションについて詳しく言及されていた。
レーベルが開始された2003年には、「SFが読みたい!」のランキングで冲方丁『マルドゥック・スクランブル』が1位、小川一水『第六大陸』が2位になっている。また前者は日本SF大賞を、後者は星雲賞を受賞している。以降も2004年に小川一水『復活の地』が3位、2005年に小川一水『老ヴォールの惑星』（収録作が星雲賞受賞）が1位、新城カズマ『サマー／タイム／トラベラー』（星雲賞受賞）が5位、2007年に冲方丁『マルドゥック・ヴェロシティ』が7位になっている。
人工的なムーブメントの限界から2008年には終息したが、冲方丁は着実にヒットを重ね2010年代も引き続き活躍した。

## 略歴

### 2003年5月 - 2005年5月
2003年5月、帯に「次世代型作家のリアル・フィクション」と記された冲方丁『マルドゥック・スクランブル The First Compression 圧縮』と荻野目悠樹『デス・タイガー・ライジング 1 別離の惑星』（ともにハヤカワ文庫JA書き下ろし）が発売し、同月発売の『S-Fマガジン』2003年7月号で「ぼくたちのリアル・フィクション」特集が組まれた。この刊行時期は、若手推理作家が集まった若者向け文芸誌『ファウスト』（講談社）の刊行時期を強く意識し、それよりも早くと心掛けた結果だったと後に塩澤が語っている（『ファウスト』はこの年の9月に刊行された）。その後翌年までに、『マルドゥック・スクランブル』全3巻、『デス・タイガー・ライジング』全4巻、小川一水『第六大陸』全2巻、同じく小川一水『復活の地』全3巻が発売される。高評価を受けた作品は多かったが、この時期には「リアル・フィクション」という言葉自体はあまり注目されていなかった。

### 2005年5月 - 2007年5月
2005年5月、再び『S-Fマガジン』で特集（「ぼくたちのリアル・フィクション2」）が組まれ、翌月にはリアル・フィクション再開第1弾として新城カズマ『サマー／タイム／トラベラー 1』、桜坂洋『スラムオンライン』が発売になる。この頃から「リアル・フィクション」という言葉自体が注目を浴びるようになり、この年の秋の京都SFフェスティバルでは「リアル・フィクションとは何か?」という題のトークセッションが行われた。そこでは「リアル・フィクション」の実作者である新城カズマ、桜坂洋、桜庭一樹およびこのレーベルの命名者である塩澤快浩が「リアル・フィクション」の定義について討論した。2005年には『サマー／タイム／トラベラー』（全2巻）、『スラムオンライン』、小川一水『老ヴォールの惑星』、仁木稔『スピードグラファー』（全3巻）、桜庭一樹『ブルースカイ』が刊行された。このうち『スピードグラファー』はアニメのノベライズ小説である。
その後、刊行が1年ほど開くが、2006年の年末から年始にかけて、冲方丁『マルドゥック・ヴェロシティ』（全3巻）、坂本康宏『逆境戦隊バツ』（全2巻）、海猫沢めろん『零式』が刊行される。その後、2007年4月に仁木稔『グアルディア』（上下）、5月に同じく仁木稔の『ラ・イストリア』が刊行されている。2003年5月からこの時までの4年間で、「次世代型作家のリアル・フィクション」は計14作品29冊が刊行された。

### 2007年5月以降
2007年秋の京都SFフェスティバルでは「リアル・フィクションからその先へ」と題した座談会が行われた。参加者は批評家の東浩紀、リアル・フィクション実作者の桜坂洋、新城カズマ、リアル・フィクションの刊行終了後にデビューした新人SF作家の伊藤計劃。また、2008年2月末日が締め切りの「次世代型作家のリアル・フィクション・フェア／リアル・フィクション・フェア2008」が行われた。これは、帯の応募券を送ると抽選で各5名に神林長平、冲方丁、小川一水、新城カズマのサインが当たるというものだった。その後、伊藤計劃は2000年代後半日本SFの代表的作家となり、SF次世代を担う存在として期待されたが、2009年早逝した。
2008年2月刊行の「SFが読みたい!」に掲載された早川書房の刊行予定では、リアル・フィクションという言葉は使われておらず、実質的にムーブメントは終息した。
2013年1月刊行のゆずはらとしゆき『咎人の星』帯で、「1991年のリアル・フィクション」という惹句が使われ、帯に「リアル・フィクション」と記された最後の作品となっている。
2023年6月、『S-Fマガジン』2023年8月号に「ぼくたちのリアル・フィクション」特集から20年を経て総括する評論として、当時、特集の企画に携わっており、執筆者の一人でもあった前島賢による「リアル・フィクションとは何か」が掲載された。

## 作品リスト
帯に「次世代型作家のリアル・フィクション」と記されているもの。小川一水『老ヴォールの惑星』（オリジナル短編集）と仁木稔『グアルディア』（Jコレクションで出版されたものの文庫化）以外は、すべて文庫書き下ろしの長編作品。
- 冲方丁 - 『マルドゥック・スクランブル』（全3巻）2003年5・6・7月、『マルドゥック・ヴェロシティ』（全3巻）2006年11月 - イラスト：寺田克也
- 海猫沢めろん - 『零式』2007年1月 - イラスト：前田浩孝
- 小川一水 - 『第六大陸』（全2巻）2003年6・8月 - イラスト：幸村誠、『復活の地』（全3巻）2004年6・8・10月 - イラスト：前島重機、『老ヴォールの惑星』2005年8月 - イラスト：撫荒武吉
- 荻野目悠樹 - 『デス・タイガー・ライジング』（全4巻）2003年5・9・12月、2004年7月 - イラスト：久織ちまき
- 坂本康宏 - 『逆境戦隊バツ』（全2巻）2006年11・12月 - イラスト：河崎淳
- 桜坂洋 - 『スラムオンライン』2005年6月 - イラスト：toi8
- 桜庭一樹 - 『ブルースカイ』2005年10月
- 新城カズマ - 『サマー／タイム／トラベラー』（全2巻）2005年6・7月 - イラスト：鶴田謙二
- 仁木稔 - 『スピードグラファー』（全3巻）2005年7・9・12月 - イラスト：コザキユースケ、『グアルディア』（上下）2007.4 - イラスト：D.K、『ラ・イストリア』2007年5月 - イラスト：D.K
- ゆずはらとしゆき - 『咎人の星』2013年1月 - イラスト：小川麻衣子
  - 帯に「1991年のリアル・フィクション」と記され、元になった漫画原作も2002年に発表されているが、ムーブメント終息後の2013年にイレギュラーで刊行されたため、発売当時は「次世代型作家のリアル・フィクション」に括られていなかった。しかし、2023年の総括「リアル・フィクションとは何か」では、レーベル最終作として言及されている。

関連作品
- 西島大介 - 『アトモスフィア』（全2巻）2006年3・4月
  - 漫画作品。帯に「次世代型作家のポスト・リアル・フィクション?」と記されている。

予告されていた作品
『SFが読みたい!』2005年版および2006年版で、「次世代型作家のリアル・フィクション」として予告されていたもの。のちに早川書房や他の出版社から刊行された作品もある。
のちに刊行された作品
- 冲方丁 - 『ばいばい、アース』 - 2007年9月-2008年2月、全4巻、角川文庫 - イラスト：キム・ヒョンテ
- 小川一水 - 『フリーランチの時代』 - 2008年7月、ハヤカワ文庫JA - イラスト：はしもとしん
- 荻野目悠樹 - 『黙星録』（全3巻） - 2008年12月-2009年4月、ハヤカワ文庫JA - イラスト：甘塩コメコ

未刊作品
- 秋山瑞人 - 『おれはミサイル』
- 桜坂洋 - 『Bottom of the World』（全2巻）
- 新城カズマ - 『.49ers Point-Forty-Niners』（全2巻）
- 古橋秀之 - 『人狼日記』（全3巻）
- 吉川良太郎 - 『ケルベロス』（全2巻）

## 雑誌での特集
刊行開始時とその2年後に『S-Fマガジン』で2度特集が組まれた。第1回の特集では、短編小説の作者と漫画家合わせて5人が全員20代だった。イラストも若手イラストレーターを起用している場合が多い。批評や対談、作品ガイドなども交えて、新しい物語がどのような展開を見せているかを紹介している。
特集：ぼくたちのリアル・フィクション（S-Fマガジン 2003年7月号 - 表紙イラスト：タカノ綾）
短編小説
- 冲方丁「マルドゥック・スクランブル“104”」（ワン・オー・フォー） - イラスト：小菅久実
- 長谷敏司「地には豊穣」 - イラスト：藤原ヨウコウ
- 元長柾木「デイドリーム、鳥のように」 - イラスト：笹井一個
- 吉川良太郎「ぼくが紳士と呼ばれるわけ」 - イラスト：増田幹生

漫画
- 西島大介「ジョージ・アダムスキー連続体」

批評
- 表現とリアリズムの変遷——ライトノベル25年史 三村美衣
- 物語なき現代に物語を紡ぐこと——バーチャルとフィクション 鈴木謙介

インタビュー
- SFハードボイルド『マルドゥック・スクランブル』発動 冲方丁インタビュウ
- SF大河ロマンス『デス・タイガー・ライジング』開幕 荻野目悠樹インタビュウ

作品ガイド
- メディア別：次世代型フィクション・ガイド70
- 現代という物語を読み解く10冊+α 矢吹武

特集：ぼくたちのリアル・フィクション2（S-Fマガジン 2005年7月号 - 表紙イラスト：toi8）
短編小説
- 海猫沢めろん「零式〈前篇〉」 - イラスト：コヤマシゲト
- 桜坂洋「遊星からのカチョーフーゲツ」 - イラスト：西島大介
- 新城カズマ「アンジー・クレーマーにさよならを」 - イラスト：D.K
- 平山瑞穂「野天の人」 - イラスト：笹井一個

漫画
- 西島大介「宇宙色（そらいろ）のブーケ」

対談
- 戦後文学からオタク文学へ〜団塊世代の日本SF史〜 - 笠井潔と山田正紀の対談
- 『マルドゥック・スクランブル』という新戦略 - 村濱章司、ソエジマヤスフミ、冲方丁の鼎談
- 『トップをねらえ2!』が継承／破壊するもの - 鶴巻和哉と西島大介の対談

インタビュー
- 『サマー／タイム／トラベラー』——「未来」という概念の追求 新城カズマ インタビュウ
- 『スラムオンライン』——対戦格闘とリアル・ファイト 桜坂洋 インタビュウ

作品ガイド
- 2005リアル・フィクション・ガイド144

## 関連情報
トークセッション
リアル・フィクションとは何か?
2005年10月8日、京都SFフェスティバル内で行われた、「リアル・フィクション」の定義を巡るトークセッション
- 参加者：桜坂洋、桜庭一樹、新城カズマ、S-Fマガジン編集長（当時）塩澤快浩

「SFが読みたい! 2006年版」（早川書房、2006年2月）に「次世代型作家トークセッション「リアル・フィクション」とは何か？」として収録。
リアル・フィクションからその先へ
2007年10月6日深夜、京都SFフェスティバル内で行われた、「リアル・フィクション」を巡るトークセッション
- 参加者：東浩紀、桜坂洋、新城カズマ、伊藤計劃

マンガ
- セカイの中心で、愛。（西島大介） - 「リアル・フィクション」成立の由来などが語られている。（「SFが読みたい! 2004年版」）
- SFマンガっち（西島大介） - マンガっちが「リアル・フィクション」の正体に迫る。（「SFが読みたい! 2006年版」）

## 同時期の他ジャンルでの動向
「次世代型作家のリアル・フィクション」開始時の『S-Fマガジン』での特集「次世代型フィクション・ガイド70」で、次世代のミステリーの書き手として紹介された10人のうちの4人、舞城王太郎・佐藤友哉・西尾維新・清涼院流水は、その3ヶ月後に創刊された文芸雑誌『ファウスト』の中心メンバーとなり、ミステリーとライトノベルの狭間で「ファウスト系」と呼ばれる新たな流れを作っていく。
ライトノベルのジャンル的発展に伴い、SFとライトノベルの狭間から生まれたのが「次世代型作家のリアル・フィクション」で、ミステリーとライトノベルの狭間から生まれたのが「ファウスト系」だった、とも言える。実際、両者のイラストレーターのセレクトは重複しているが、小説や批評で両者を掛け持ちしていたのは『ファウスト』の前身のひとつである『新現実』（角川書店）で執筆していた東浩紀、西島大介、元長柾木の3名だけで、作家陣は一線を画していた。
ただ、両者のムーブメントが終息した後の2010年代には「次世代型作家のリアル・フィクション」側だった海猫沢めろんが「ファウスト系」の系譜にある星海社で『左巻キ式ラストリゾート』を文庫化し、逆に『ファウスト』でtoi8のイラストーリー原作を務めていたゆずはらとしゆきの『咎人の星』には「1991年のリアル・フィクション」の惹句が付いている。